# Vanløse

I distretti della municipalità di Copenaghen:
A: Indre By ("Copenhagen Center")
B: Christianshavn
C: Indre Østerbro ("Inner Østerbro")
D: Ydre Østerbro ("Outer Østerbro")
E: Indre Nørrebro ("Inner Nørrebro")
F: Ydre Nørrebro ("Outer Nørrebro")
G: Bispebjerg
H: Vanløse
I: Brønshøj-Husum
J: Vesterbro
K: Kongens Enghave
L: Valby
M: Vestamager
N: Sundbyvester
O: Sundbyøster

Vanløse è uno dei dieci quartieri in cui è suddivisa la città di Copenaghen. Si trova sul confine ovest del comune e si estende su una superficie di 6,69 km², con una popolazione di 36.276, e una densità di popolazione di 5.406 abitanti per km².
I quartieri limitrofi sono i seguenti:
- A sud-est c'è il quartiere di Frederiksberg, che non è parte del comune di Copenaghen, ma piuttosto un'enclave circondata dal comune di Copenaghen
- A nord-est c'è Bispebjerg
- A nord c'è Brønshøj-Husum
- Ad ovest c'è il quartiere di Rødovre, che è al di fuori della zona del comune di Copenaghen
- A sud c'è Valby, parzialmente separato dal lago Damhus (Damhussoen)